# Episodi di Mom (seconda stagione)
La seconda stagione della serie televisiva Mom va in onda negli Stati Uniti dal 30 ottobre 2014 sul network CBS.
In Italia, la stagione è andata in onda in prima visione sul canale pay Joi dal 6 febbraio al 5 novembre 2015.
| nº | Titolo originale                          | Titolo italiano               | Prima TV USA     | Prima TV Italia   |
| -- | ----------------------------------------- | ----------------------------- | ---------------- | ----------------- |
| 1  | Hepatitis and Lemon Zest                  | Scommesse rischiose           | 30 ottobre 2014  | 6 febbraio 2015   |
| 2  | Jane Acts Like a Mom!                     | La donna oggetto              | 6 novembre 2014  | 6 febbraio 2015   |
| 3  | Chicken Nuggets and a Triple Homicide     | La casa degli omicidi         | 13 novembre 2014 | 13 febbraio 2015  |
| 4  | Forged Resumes and the Recommended Dosage | A.A.A. Lavoro cercasi         | 20 novembre 2014 | 13 febbraio 2015  |
| 5  | Kimchi and a Monkey Playing Harmonica     | Il nuovo Baxter               | 27 novembre 2014 | 20 febbraio 2015  |
| 6  | Crazy Eyes and a Wet Brad Pitt            | Dipendenze di lusso           | 4 dicembre 2014  | 20 febbraio 2015  |
| 7  | Soapy Eyes and a Clean Slate              | Sensi di colpa                | 11 dicembre 2014 | 27 febbraio 2015  |
| 8  | Free Therapy and a Dead Lady's Yard Sale  | Tutto su mio padre            | 18 dicembre 2014 | 27 febbraio 2015  |
| 9  | Godzilla and a Sprig of Mint              | Il ragazzo-cane               | 8 gennaio 2015   | 24 settembre 2015 |
| 10 | Nudes and a Six Day Cleanse               | La nuova vita di Christy      | 15 gennaio 2015  | 24 settembre 2015 |
| 11 | Three Smiles and an Unpainted Ceiling     | Così lontani, così vicini     | 22 gennaio 2015  | 1 ottobre 2015    |
| 12 | Kitty Litter and Class a Felony           | L'eredità                     | 29 gennaio 2015  | 1 ottobre 2015    |
| 13 | Cheeseburger Salad and Jazz               | Il surrogato di Alvin         | 5 febbraio 2015  | 8 ottobre 2015    |
| 14 | Benito Poppins and Warm Pumpkin           | Tutti contro Bonnie           | 12 febbraio 2015 | 8 ottobre 2015    |
| 15 | Turkey Meatballs and a Getaway Car        | Il fattore rischio            | 26 febbraio 2015 | 15 ottobre 2015   |
| 16 | Dirty Money and a Woman named Mike        | Chiedi e ti sarà dato         | 5 marzo 2015     | 15 ottobre 2015   |
| 17 | A Commemorative Coin and a Misshapen Head | Una nuova vita per Violet     | 12 marzo 2015    | 22 ottobre 2015   |
| 18 | Dropped Soap and a Big Guy on a Throne    | L'ultima tentazione di Bonnie | 2 aprile 2015    | 22 ottobre 2015   |
| 19 | Mashed Potatoes and a Little Nitrous      | Fuori controllo               | 9 aprile 2015    | 29 ottobre 2015   |
| 20 | Sick Popes and a Red Ferrari              | Una coccola di troppo         | 16 aprile 2015   | 29 ottobre 2015   |
| 21 | Patient Zero and the Chocolate Fountain   | La tregua                     | 23 aprile 2015   | 5 novembre 2015   |
| 22 | Fun Girl Stuff and Eternal Salvation      | Cercasi casa disperatamente   | 30 aprile 2015   | 5 novembre 2015   |

## Scommesse rischiose
- Titolo originale: Hepatitis and lemon zest
- Diretto da: Ted Wass
- Scritto da: sceneggiatura di Nick Bakay, Gemma Baker e Marco Pennette, storia di Chuck Lorre e Eddie Gorodestky

### Trama
Dopo una notte in cui sogna di tornare a bere, Christy incontra una nuova alcolista, Jill Kendall. Ma il problema principale si mostra nel padrone di casa, Viktor, che pretende i tre mesi arretrati di affitto che "Crasti", come la chiama lui, non paga perché si gioca tutto nelle scommesse. Con mamma Bonnie e l'amica Marjorie, Christy riesce a mettere insieme 1200 dollari che scommetterà trasformandoli in seimila: all'uscita del ristorante, però, viene derubata. Con la madre e i due figli scappa in un motel.

## La donna oggetto
- Titolo originale: Figgy pudding and the rapture
- Diretto da: Ted Wass
- Scritto da: sceneggiatura di Alissa Neubauer, Sheldon Bull e Adam Chase, storia di Chuck Lorre e Susan McMartin

### Trama
La disperazione di Christy la porta ad essere più disinibita come cameriera al ristorante per racimolare più mance, ma la donna oggetto non funziona. Però riesce sempre a procurarsi la cena grazie agli avanzi del ristorante. Poi arriva nella casa abbandonata, suo padre Alvin e scopre la verità sulla situazione di Christy, che nel frattempo si trasferisce con la famiglia da Marjorie in quanto il motel è stato preso d'assalto dall'esercito, per un laboratorio di anfetamine. Da Marjorie, non tarda ad arrivare il litigio tra Christy e sua figlia Violet perché la prima è una perdente e la seconda è una nullafacente. Mentre Jill viene messa a letto ubriaca, Violet decide di andare dalla sua amica Sarah.

## La casa degli omicidi
- Titolo originale: Chicken nuggets and the triple homicide
- Diretto da: Ted Wass
- Scritto da: sceneggiatura di Eddie Gorodetsky, Alissa Neubauer e Adam Chase, Storia di Chuck Lorre e Mike Binder

### Trama
Nell'ultima riunione di alcoliste anonime, si presenta l'agente immobiliare Beth che propone una casa per Christy e Bonnie: bella, spaziosa e poco cara: solo 900 dollari al mese d'affitto perché nove mesi prima lì è avvenuto un triplice omicidio. Mentre si trasferiscono nella casa nuova emergono tutte le paure, le insicurezze e le suggestioni della storia che si racconta sugli omicidi in quella casa: un assassino detto il pescatore avrebbe ucciso sventrato e sfilettato padre, madre, figlio e pure il cane. Durante la notte buia e tempestosa appare la sua figura, tanto che ritornano tutti da Marjorie, che era dispiaciuta per la loro dipartita... 

## A.A.A. Lavoro cercasi
- Titolo originale: Forged Resumes and the Recommended Dosage
- Diretto da: Ted Wass
- Scritto da: sceneggiatura di Gemma Baker, Sheldon Bull e Marco Pennette e storia di Chuck Lorre e Nick Bakay

### Trama
Violet torna a casa tardi e ubriaca, ciò indispettisce Christy e Bonnie che poi vomitano con lei. Così Bonnie si dà da fare per cercare un lavoro, anche grazie alle condivisioni delle alcoliste anonime. Dopo alcuni colloqui andati male, con finti curriculum, riesce nell'intento di trovare posto come amministratrice di condominio con tanto di appartamento in dotazione.

## Il nuovo Baxter
- Titolo originale: Kimchi and a Monkey Playing Harmonica
- Diretto da: Ted Wass
- Scritto da: sceneggiatura di Susan McMartin, Sheldon Bull e Marco Pennette e storia di Chuck Lorre e Eddie Gorodetsky

### Trama
Nella nuova casa, arriva Baxter per il figlio Rosco e racconta a Christy che come nuovo lavoro vende automobili sudcoreane grazie al padre della sua nuova fidanzata Candice che al primo incontro, proprio al ristorante di Christy, non si dimostra il massimo della simpatia. Da Marjorie, Bonnie chiede, mentre guardano un porno gay, se deve continuare la relazione con Alvin. Christy non può impedire a Rosco di trascorrere due giorni da Baxter e Candice.

## Dipendenze di lusso
- Titolo originale: Crazy Eyes and a Wet Brad Pitt
- Diretto da: Ted Wass
- Scritto da: sceneggiatura di Chuck Lorre e Nick Bakay e storia di Gemma Baker, Alissa Neubauer e Adam Chase

### Trama
Jill esce dalla clinica di disintossicazione e Christy e Bonnie la portano a casa, ma, nonostante una casa enorme e tanta ricchezza, Jill si sente sola e inutile. Dopo avere ricevuto in regalo due abiti costosi, Christy e Bonnie portano Jill alla riunione Alcolisti Anonimi dove cade svenuta per aver assunto cocaina. Riportata Jill in clinica, dopo l'ospedale, Christy e Bonnie, con Violet e Rosco, si occupano della casa di Jill.

## Sensi di colpa
- Titolo originale: Soapy Eyes and a Clean Slate
- Diretto da: Pamela Fryman
- Scritto da: Chuck Lorre, Eddie Gorodetsky e Gemma Baker

### Trama
Mentre sta servendo ai tavoli, Christy incontra Jessica, una sua vecchia amica, alla quale fece un torto in passato andando a letto col suo ragazzo. Sentendosi in dovere di fare ammenda, Christy le chiede scusa per quello che è successo, aggiungendo dei dettagli spiacevoli riguardo a quello stesso ragazzo, che dopo poco scopre essere il marito di Jessica. Mentre è con Bonnie e Marjorie, Christy restituisce alla sua amica i soldi avuti in prestito in precedenza e restando in tema di soldi, Christy capisce che deve pagare gli arretrati al proprietario della sua vecchia casa e così entrambi si accordano con rate settimanali di cinquanta dollari. Una volta a casa, Baxter riporta a casa Roscoe, e chiede a Christy di lasciare che il bambino viva con lui e la sua compagna per un po'. A Christy, però questa idea non piace affatto, poiché ha paura di perdere suo figlio e che lui si affezioni più a suo padre e Candace, piuttosto che a lei. Violet, però, le fa capire che Baxter c'è sempre stato per loro, soprattutto quando lei era troppo ubriaca per badare ai suoi figli. Così, decide di andare da Baxter per ringraziarlo per essersi preso cura di loro in passato e riguardo al loro figlio, arrivano ad un compromesso, facendolo vivere da suo padre a settimane alterne. Bonnie, nel frattempo, decide di fare ammenda con Alvin, confessandogli tutte le brutte cose che lei ha fatto a lui e ad altre persone a lui care. Alvin, però, non riesce a perdonarla e Bonnie si arrabbia, dicendo che lei è riuscita a perdonare lui dopo essere scappato e aver lasciato lei e Christy da sole. Alla fine, Alvin torna da Bonnie e capisce che lei ha deciso di fare ammenda per ricominciare da zero, con lui. Così, restando in tema, lui decide di confessarle che quando era chiusa in carcere, tempo fa, le aveva detto di non avere i soldi per la cauzione, mentre in realtà lui aveva quei soldi, ma voleva una pausa da lei. Infuriata, Bonnie lo caccia da casa sua. Il proprietario della vecchia casa di Christy la va a trovare per riscuotere i soldi settimanali che gli deve, ma non appena lui vede Marjorie ridà indietro i soldi, ma in cambio Christy e Bonnie devono presentarlo alla loro amica.

## Tutto su mio padre
- Titolo originale: Free Therapy and a Dead Lady's Yard Sale
- Diretto da: Ted Wass
- Scritto da: sceneggiatura di Gemma Baker, Marco Pennette e Adam Chase e storia di Chuck Lorre e Susan McMartin

### Trama
Violet pomicia con ragazzo che non è Luke. Bonnie e, poi, Baxter convincono Violet ad andare da Cooper, uno psicoterapeuta gratuito, ma vengono coinvolte anche Christy e Bonnie che rivelano la brutale storia del padre di una reticente Violet che le accusa di non averlo mai conosciuto. Così Christy porta Violet sulla presunta tomba del suo violento padre...

## Il ragazzo-cane
- Titolo originale: Godzilla and a Sprig of Mint
- Diretto da: Ted Wass
- Scritto da: sceneggiatura di Eddie Gorodetsky, Alissa Neubauer e Sheldon Bull e storia di Chuck Lorre e Nick Bakay

### Trama
Mentre Christy si sente sola e passa il sabato sera con Andy, l'inquilino del piano di sopra che si rivela un amante del sadomaso con tanto di collare per cani, Bonnie va a cena con Alvin anche se poi vengono interrotti dalla ex di lui Lorraine, la cui immagine sul cellulare di Alvin è Godzilla, che fa fuggire Bonnie definendo la loro figlia Christy uno sbaglio.

## La nuova vita di Christy
- Titolo originale: Nudes and a Six-day Cleanse
- Diretto da: Jeff Greenstein
- Scritto da: sceneggiatura di Marco Pennette, Adam Chase e Gemma Baker e storia di Alissa Neubauer, Sheldon Bull e Susan McMartin

### Trama
Christy è triste per la sua vita da cameriera, così Bonnie la convince ad iscriversi a scuola. Poi a una riunione degli Alcolisti Anonimi, Christy incontra Steve, un avvocato che la prende a lavorare con sé, ma in realtà lui vuole solo uscire con lei. Intanto Bonnie e Alvin vengono arrestati per sesso in auto dopo un concerto rock.

## Così lontani, così vicini
- Titolo originale: Three Smiles and an Unpainted Ceiling
- Diretto da: Anthony Rich
- Scritto da: sceneggiatura di Chuck Lorre, Eddie Gorodetsky e Nick Bakay e storia di Chuck Lorre e Eddie Gorodetsky

### Trama
Con "tre sorrisi e un soffitto da dipingere", Bonnie convince Alvin ad abitare nell'appartamento di fronte a loro. Ma mentre sono a letto insieme, Alvin muore per infarto, gettando tutti nello sconforto. 

## L'eredità
- Titolo originale: Kitty litter and a Class a Felony
- Diretto da: Jeff Greenstein
- Scritto da: sceneggiatura di Gemma Baker, Adam Chase e Susan McMartin e storia di Chuck Lorre, Eddie Gorodetsky e Marco Pennette

### Trama
La disputa tra Lorraine e Bonnie per un'eredita che Alvin non ha mai firmato, degenera tanto che Bonnie ruba le ceneri di Alvin, sostituendole con cereali. Christy restituisce le ceneri, incontrando Douglas e Jackie, i figli di Alvin e Lorraine, che le danno un contributo avendo lavorato due anni per il padre.

## Il surrogato di Alvin
- Titolo originale: Cheeseburger Salad and Jazz
- Diretto da: Ted Wass
- Scritto da: sceneggiatura di Nick Bakay, Alissa Neubauer e Sheldon Bull e storia di Chuck Lorre e Eddie Gorodetsky

### Trama
Nell'appartamento che era occupato da Alvin, Bonnie ha creato un altarino per lui che Christy non approva, ma il terapista gratuito Cooper dà regione a Bonnie. Al ritorno, Christy buca e il tizio del carro attrezzi, Bill che somiglia vagamente ad Alvin, inizia ad uscire insieme a Bonnie, ma non può durare.

## Tutti contro Bonnie
- Titolo originale: Bonnie Poppins and a Warm Pumpkin
- Diretto da: Ted Wass
- Scritto da: sceneggiatura di Chuck Lorre, Alissa Neubauer e Susan McMartin e storia di Nick Bakay e Brittè Anchor

### Trama
Christy prende il posto del licenziato direttore Gabriel al ristorante non certo senza problemi, mentre Bonnie ha continui problemi come amministratrice di condominio. Ma i segreti raccolti da Bonnie come amministratrice, risolveranno la situazione.

## Il fattore rischio
- Titolo originale: Turkey Meatballs and a Getaway Car
- Diretto da: Ted Wass
- Scritto da: sceneggiatura di Chuck Lorre, Nick Bakay, Gemma Baker e Adam Chase e storia di Eddie Gorodetsky, Marco Pennette e Susan McMartin

### Trama
Marjorie propone Bonnie come segretaria agli Alcolisti Anonimi perché così non pensi ad altro come il defunto Alvin, anche se Bonnie vorrebbe Wendy Harris, "la piagnona". Christy cerca di sistemare la sua eccentrica relazione con Gabriel, con il suo capo nonché ex di lui Claudia che li incoraggia a stare insieme.

## Chiedi e ti sarà dato
- Titolo originale: Dirty Money and a Woman named Mike
- Diretto da: Ted Wass
- Scritto da: sceneggiatura di Nick Bakay e Alissa Neubauer e storia di Chuck Lorre e Sheldon Bull

### Trama
Marjorie trascina le riluttanti Bonnie e Christy a trovare Regina in carcere per aver rubato svariati milioni che però Christy ha scommesso e perso. Ma Regina non se la prende perché ha abbracciato la causa di Dio e quelli erano "soldi sporchi". 

## Una nuova vita per Violet
- Titolo originale: A Commemorative Coin and a Misshapen Head
- Diretto da: Anthony Rich
- Scritto da: sceneggiatura di Sheldon Bull e Adam Chase e storia di Chuck Lorre e Susan McMartin

### Trama
Violet frequenta Gregory, un professore di psicologia del biennio universitario di 42 anni. Inizialmente contrarie, Bonnie e Christy accettano il fatto che Violet viva con lui, anche se sono ancora contrarie al matrimonio

## L'ultima tentazione di Bonnie
- Titolo originale: Dropped Soap and a Big Guy on a Throne
- Diretto da: Anthony Rich
- Scritto da: sceneggiatura di Eddie Gorodetsky, Nick Bakay e Susan McMartin e storia di Chuck Lorre e Gemma Baker

### Trama
Bonnie si infortuna alla schiena in bagno, mentre raccoglie il sapone. Un avvenente dottore consiglia l'uso degli antidolorifici in pillole perché pare sia solo uno spasmo. Ma mentre Christy resiste alla tentazione di prenderle, pur non avendone bisogno, Bonnie cede e ne  prende più del dovuto.

## Fuori controllo
- Titolo originale: Mashed Potatoes and a Little Nitrous
- Diretto da: James Widdoes
- Scritto da: sceneggiatura di Gemma Baker, Sheldon Bull e Susan McMartin e storia di chuck Lorre e Marco Pennette

### Trama
Alla riunione degli Alcolisti Anonimi, Bonnie è alticcia perché continua ad assumere troppi antidolorifici con la birra, inoltre ha scarpe spaiate. Arriverà anche a rubare le pillole della vicina di casa Beverly, non sapendo che erano calmanti per il suo gatto. Alla fine finirà in prigione per guida in stato di ebbrezza.

## Una coccola di troppo
- Titolo originale Sick Popes and a Red Ferrari
- Diretto da: James Widdoes
- Scritto da: sceneggiatura di Chuck Lorre, Eddie Gorodetsky e Nick Bakay e storia di Alissa Neubauer e Adam Chase

### Trama
Dopo aver portato a casa Bonnie, che viene coccolata da Marjorie, Jill e Wendy, Christy rimane contrariata e va a giocare, perdendo ottocento dollari a black Jack. 

## La tregua
- Titolo originale: Patient Zero and the Chocolate Fountain
- Diretto da: James Widdoes
- Scritto da: sceneggiatura di Adam Chase, Gemma Baker e Susan McMartin e storia di Chuck Lorre, Eddie Gorodetsky, Nick Bakay e Marco Pennette

### Trama
Marjorie annuncia che è guarita dal cancro, ma Bonnie e Christy continuano a litigare sul burrascoso passato, più o meno recente. Litigio che continua anche a cena da Violet e Gregory, mentre Marjorie organizza una festa a casa sua senza invitarle. 

## Cercasi casa disperatamente
- Titolo originale: Fun Girl Stuff and Eternal Salvation
- Diretto da: James Widdoes
- Scritto da: sceneggiatura di Chuck Lorre e Warren Bell e storia di Alissa Neubauer e Sheldon Bull

### Trama
Rosco preferisce vivere con suo padre Baxter, piuttosto di stare con mamma Christy e nonna Bonnie, anche perché litigano sempre. Così Christy decide di andare a dormire prima da Jill, poi da Violet e Gregory, da Marjorie, da Rudy, ma alla fine torna a casa con Bonnie e le due si riappacificano.